# SN 1965G
SN 1965G – supernowa odkryta 23 marca 1965 roku w galaktyce NGC 4162. W momencie odkrycia miała maksymalną jasność 14,00m.